# Through This Noise
Through This Noise è un singolo del cantautore italiano Lele, pubblicato il 27 maggio 2016 come secondo estratto dal primo album in studio Costruire.

## Descrizione
Scritto dallo stesso Lele e musica curate da Andrea Ringonat, il brano è stato presentato dallo stesso cantautore nel corso della quinta puntata della fase serale della quindicesima edizione del talent show Amici di Maria De Filippi.

## Video musicale
Per il brano è stato realizzato un lyric video pubblicato su Vevo il 27 maggio 2016 e un video musicale diretto da Druga Alfieri e pubblicato il 16 giugno attraverso il canale YouTube del cantautore.

## Tracce
Testi di Raffaele Esposito, musiche di Andrea Ringonat.
1. Through this noise – 2:58